# 長雲峠
長雲峠（ながくもとうげ、ちょううんとうげ）は、鹿児島県大島郡龍郷町にある峠。標高は約298メートル。龍郷町中心部の北側に位置しており、峠には奄美自然観察の森という自然公園が整備されている。
奄美大島では県道や国道が整備される以前、北から順に長雲峠、本茶峠、朝戸峠、和瀬峠、三太郎峠、網野子峠、地頭峠と並ぶ南北に伸びる尾根筋を中心に、尾根筋から集落へと通じる切通が整備されていた。